# Cambridge Ring

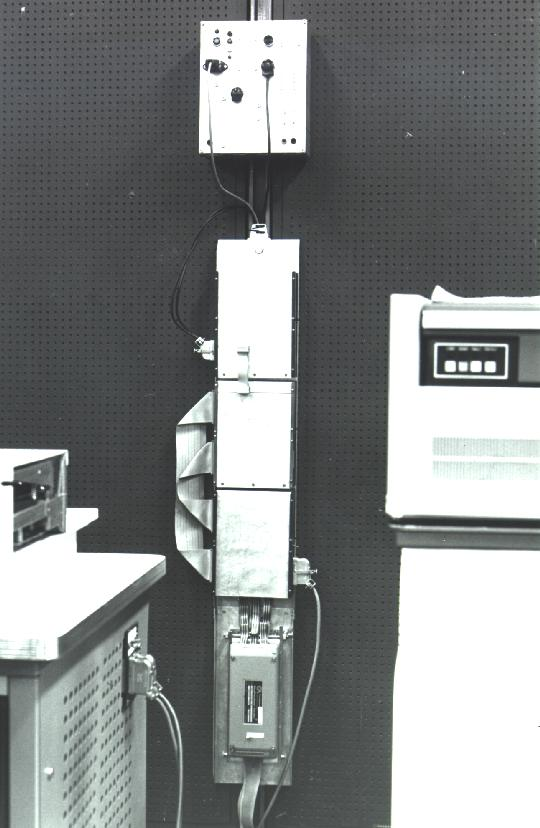
Cambridge Ring

De Cambridge Ring was een experimentele LAN-architectuur, ontwikkeld door de afdeling Computerkunde van de Universiteit van Cambridge eind jaren zeventig, begin jaren tachtig. Het maakt gebruik van een ringtechnologie met een theoretische limitering van 255 deelnemers (Het idee was dat een groter aantal deelnemers op het netwerk een negatief effect op de performance zou hebben). Tussen de deelnemers werd een vast aantal pakketjes verstuurd. Deze zogeheten vrije pakketjes zouden voorzien worden van inhoud door een apparaat dat iets wilde verzenden. De ontvanger zou bij ontvangst het pakketje weer leegmaken en terugsturen. In theorie zou dit betekenen dat er in principe net zoveel deelnemers als pakketjes verstuurd konden worden. Het netwerk maakt gebruik van een dubbele twisted pair-kabel (met een glasvezelsectie).
In 2003 richtte de afdeling Computerkunde van de Universiteit van Cambridge een organisatie op met de naam Cambridge Computer Lab Ring, vernoemd naar de Cambridge Ring.